# Clara Bryant Ford
Clara Jane Bryant Ford (Condado de Wayne, Míchigan; 11 de abril de 1866-Detroit, 29 de septiembre de 1950) fue la esposa del empresario estadounidense Henry Ford. Fue una sufragista activa y posteriormente se la incluyó en el Salón de la Fama de las mujeres de Míchigan.

## Biografía

### Primeros años
Clara Jane Bryant nació el 11 de abril de 1866 como hija de Melvin S. Bryant, un agricultor, y Martha Beach en el condado de Wayne, Míchigan, en la intersección de Grand River Road y Greenfield Road. La tercera de diez hijos, fue bautizada el 19 de abril en la Iglesia Episcopal de San Juan en Detroit. En 1870, su familia se mudó aproximadamente media milla al norte a otra granja en el condado de Wayne. Asistió a la escuela Greenfield Township Distrito No. 3.

### Vida posterior
Estuvo con su esposo Henry Ford durante su primer prueba de un motor de gasolina, llevada a cabo el 24 de diciembre de 1891.
Ford fue considerada una sufragista activa, a menudo celebrando reuniones en Fair Lane. En 1918, fue nombrada Vicepresidenta de la rama Dearborn de la Liga de Igualdad de Sufragio del Condado de Wayne. Tres años después, formó parte de la Junta de Directores de la Liga de Mujeres Votantes de Míchigan.
Ford murió el 29 de septiembre de 1950 en el Henry Ford Hospital de Detroit.

## Fair Lane

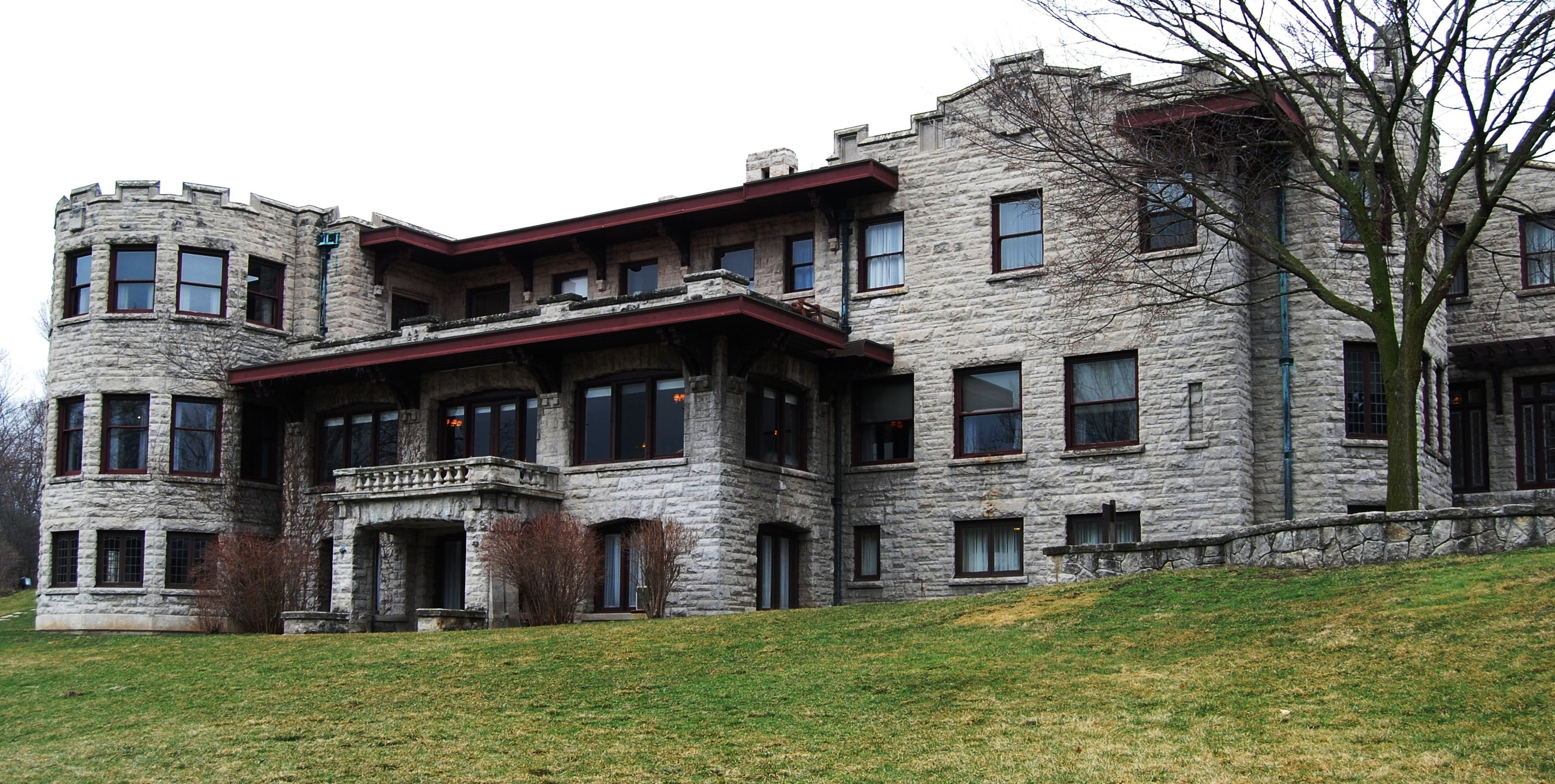
El lado del río Rouge de Fair Lane.

Fair Lane era la propiedad de Henry y Clara Ford, en Dearborn. Una estatua de Henry y Clara Ford se encuentra en el Rose Garden de Fair Lane.